# Marco Vigerio della Rovere
Marco Vigerio della Rovere (Savona, aprile 1446 – Roma, 15 giugno 1516) è stato un cardinale e arcivescovo cattolico italiano.

## Biografia

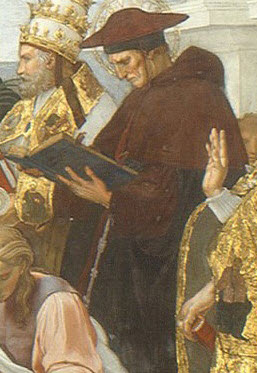
Ritratto del cardinale Vigerio della Rovere tratto dalla Disputa del Sacramento di Raffaello.

Nato da Urbano Vigerio e Nicoletta Grosso della Rovere, dietro le orme dello zio Marco Vigerio, maestro di Francesco della Rovere futuro papa Sisto IV, e divenuto poi vescovo di Noli, in onore del quale vestendo l'abito dell'Ordine dei frati minori conventuali cambia il nome di battesimo Emmanuele in Marco (morto nel 1447). Secondo una tradizione, ha un figlio illegittimo, Paolo, da una nobile donna, probabilmente una suora.
Studia teologia cristiana a Savona. Entra nell'Ordine dei frati minori conventuali ed è successivamente ordinato presbitero. 

### Ministero presbiterale
Nel 1471 studia presso la basilica di Santa Giustina in Padova e, molto caro al precettore Francesco della Rovere, ministro generale dell'Ordine, riceve la cattedra di Teologia presso le università di Padova e, eletto papa, lo nomina docente di teologia alLa Sapienza di Roma. 

### Ministero episcopale
Fu eletto Vescovo di Senigallia il 6 ottobre 1476. L'elezione del Vigerio, seguita due anni dopo l'ingresso di Giovanni Della Rovere a Senigallia, segna la riprese definitiva della città e diocesi, nel riorganizzazione della curia e nell'attività economica, specialmente nella ricostruzione e restauro delle chiese.
Introduce nella città i frati del suo ordine, ottenendo da Innocenzo VIII il Breve pontificio del 30 aprile 1491, con il quale si concede al provinciale dei minori la chiesa della Maddalena, che era resistita alla decadenza dando seguito alla celebre fiera. Circa l’anno 1493 edifica il nuovo episcopio, unito alla chiesa di S. Pietro ricostruita da Giovanni Della Rovere, nel sito in cui rimarranno per tre secoli (Piazza Doria e Corso 2 Giugno), con il denaro ricavato dalla vendita a Monte Novo (oggi Ostra Vetere) di alcuni possedimenti nella contea del Vaccarile. A Roccacontrada (oggi Arcevia) dove ama dimorare continuamente, costruisce del 1494 il palazzo vescovile e un conservatorio convertito in monastero di S. Sebastiano. Con il Sinodo celebrato a Senigallia il 4 maggio 1495 da una soluzione definiva alla questione che da secoli si agitava tra il vescovato di Senigallia e la comunità di Jesi, in merito ai diritti su certi fondi presso il Vaccarile.
Divenne maestro del sacro palazzo apostolico nel 1484 e, sotto papa Giulio II, con cui era imparentato, dal 12 novembre 1503 al 31 luglio 1506 fu governatore di Castel Sant'Angelo.

### Cardinalato
Lo stesso pontefice il 1º dicembre 1505 lo creò cardinale presbitero del titolo di Santa Maria in Trastevere. Il 16 agosto 1506 è con il papa Giulio II a Bologna per combattere Giovanni Bentivoglio, il 5 settembre a Perugia ed il 27 marzo 1507 di nuovo a Roma. Il 10 settembre 1510 papa Giuliano II sosta a Senigallia proveniente da Ancona e diretto a Bologna, dove arriverà con Vigerio il 22 settembre per la spedizione a Ferrara contro Alfonso d'Este; il 17 dicembre espugna Concordia e il 20 gennaio 1511 vince, con l’aiuto dei francesi, l’esercito di Alfonso conquistando la Mirandola. Il 29 ottobre 1513 rinuncia alla cattedra di Senigallia, con il consenso di Leone X, a favore del nipote omonimo che prenderà così il nome di Marco Vigerio II della Rovere (junior).
Cardinale protettore dell'Ordine dei Minimi, il 28 dicembre 1507 presiedette un capitolo generale dell'Ordine, in cui fu discusso il magistero di Francesco da Paola. Vennero risolte le controversie sulla regola dell'Ordine e, per il suo lavoro, fu definito il secondo fondatore dell'Ordine. Dal 20 settembre 1508 al marzo del 1514 fu governatore di Capranica, nel Lazio, e, durante la guerra della Lega di Cambrai, venne nominato legato presso l'Esercito dello Stato della Chiesa l'11 dicembre 1510.
Partecipò alla pianificazione della conquista di Concordia sulla Secchia il 17 dicembre 1510 e alla vittoria all'assedio di Mirandola il 20 gennaio 1511.
Il 29 ottobre 1511 fu elevato a cardinale vescovo alla sede suburbicaria di Palestrina, già prima il 18 dicembre 1506 era stato nominato arcivescovo di Trani; ma fino alla morte continuerà ad essere chiamato, anche nei documenti ufficiali “il cardinal di Sinigaglia”. Il Ciaconico in Vitae Pontificum et Cardinalium, con una punta di ironia dice di lui: “doctrinae potius quam vitae exemplis commendatus”. Il 19 aprile 1512 sottoscriveva la convocazione del Concilio Lateranense V (1512-1517) dov'è presente nelle prime dieci sessioni, nella decima cadde la sua tesi sulla riforma del calendario. Al Concilio difese la dottrina dell’Immacolata Concezione e fu autore di "Apologia contra il Concilio di Pisa", oltre a far parte della commissione per la riforma della Curia romana. Diviene amministratore, non abate, di S. Lorenzo in Campo. Partecipò al conclave del 1513 che elesse papa Leone X, con il quale prende parte nel 1515 al convegno di Bologna con Francesco I, durante il quale il papa pose le basi per il concordato con la Francia.
Nel corso del suo ministero episcopale, è co-consacrante principale del vescovo Balthasar Brenwald, nel 1491.
Morì il 15 giugno 1516 all'età di 70 anni e venne sepolto in Santa Maria in Trastevere: nel XIX secolo le sue spoglie vennero traslate a Savona.

## Attività teologica
In quanto teologo, scrisse molte opere sulla vita, sulla morte e sulla resurrezione di Gesù, così come sul sudario e sulla lancia del Destino, del cui arrivo ad Ancona nel 1492 fu testimone, e si pensa che la sua teologia abbia influenzato il dipinto di Raffaello Sanzio Disputa del Santissimo Sacramento. Nel dipinto egli appare sulla destra, con l'abito francescano ed il cappello cardinalizio.

### Pubblicazioni principali

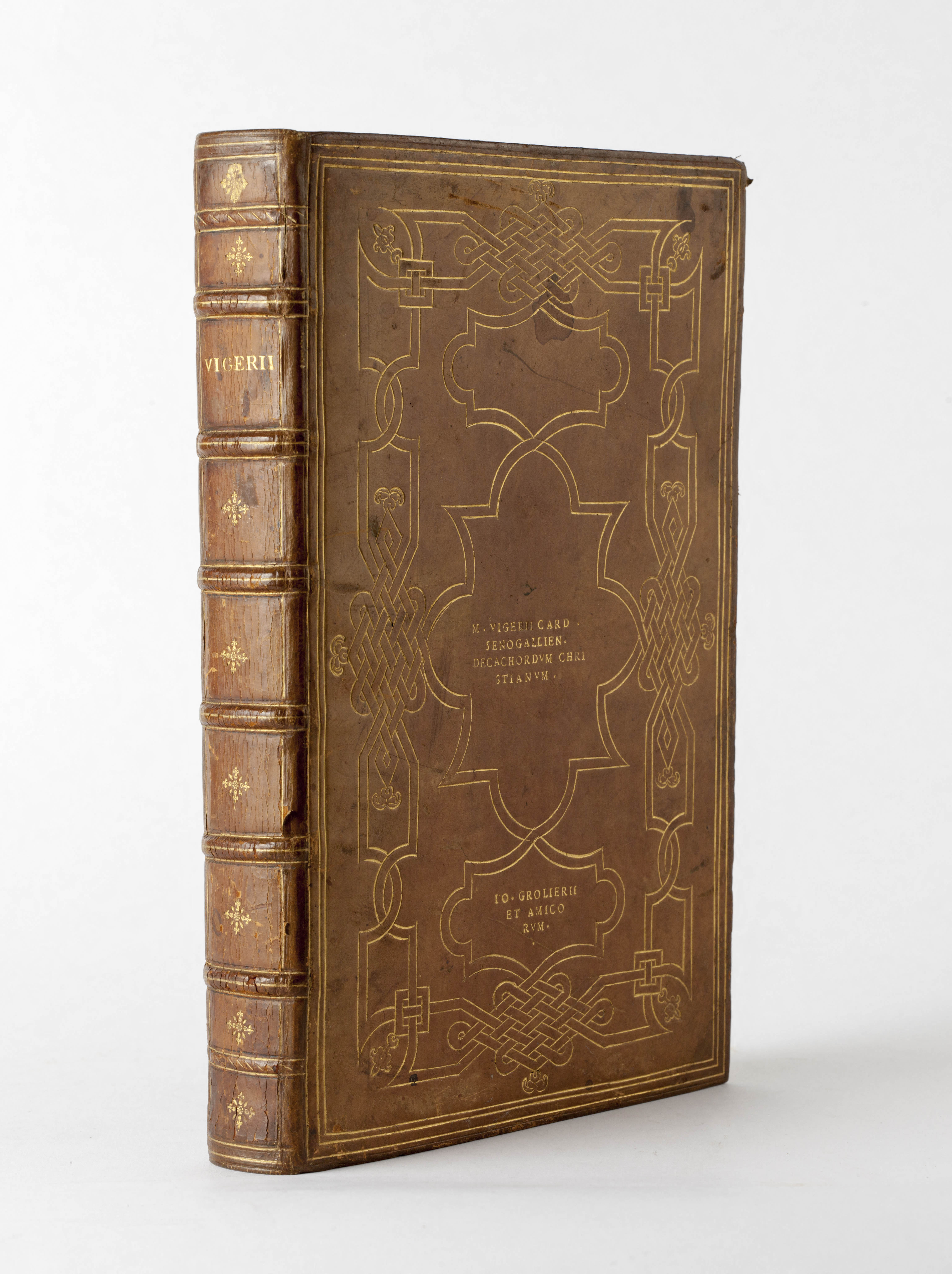
Il Decachordum Christianum Julio II conservato presso il Metropolitan Museum of Art in New York

- Il Decachordum Christianum Julio II conservato presso il Metropolitan Museum of Art in New YorkDecachordum Christianum Julio II, Fano, Soncinus, 10 agosto 1507

## Genealogia episcopale
La genealogia episcopale è:
- Cardinale Guillaume d'Estouteville, O.S.B.Clun.
- Papa Sisto IV
- Cardinale Marco Vigerio della Rovere O.F.M.Conv.

## Ascendenza
|                               |   |                                      | Genitori                                 |  |  | Nonni |  |  | Bisnonni |  |  | Trisnonni |  |
|                               |   |                                      |                                          |  |  |       |  |  | …        |  |  | …         |  |
|                               |   |                                      |                                          |  |  |       |  |  | …        |  |  | …         |  |
|                               |   | …                                    |                                          |  |  |       |  |  | …        |  |  |           |  |
| …                             |   |                                      |                                          |  |  |       |  |  | …        |  |  |           |  |
|                               |   | …                                    | …                                        |  |  |       |  |  |          |  |  |           |  |
|                               |   | …                                    | …                                        |  |  |       |  |  |          |  |  |           |  |
|                               |   | …                                    | …                                        |  |  |       |  |  |          |  |  |           |  |
| Urbano Vigerio                |   | …                                    |                                          |  |  |       |  |  |          |  |  |           |  |
|                               |   | …                                    | …                                        |  |  |       |  |  |          |  |  |           |  |
|                               |   | …                                    | …                                        |  |  |       |  |  |          |  |  |           |  |
|                               |   | …                                    | …                                        |  |  |       |  |  |          |  |  |           |  |
| …                             |   | …                                    |                                          |  |  |       |  |  |          |  |  |           |  |
|                               |   | …                                    | …                                        |  |  |       |  |  |          |  |  |           |  |
|                               |   | …                                    | …                                        |  |  |       |  |  |          |  |  |           |  |
|                               |   | …                                    | …                                        |  |  |       |  |  |          |  |  |           |  |
| Marco Vigerio della Rovere    |   | …                                    |                                          |  |  |       |  |  |          |  |  |           |  |
|                               | … | …                                    |                                          |  |  |       |  |  |          |  |  |           |  |
|                               | … | …                                    |                                          |  |  |       |  |  |          |  |  |           |  |
|                               | … | …                                    |                                          |  |  |       |  |  |          |  |  |           |  |
| Antonio Grosso                | … |                                      |                                          |  |  |       |  |  |          |  |  |           |  |
|                               |   | …                                    | …                                        |  |  |       |  |  |          |  |  |           |  |
|                               |   | …                                    | …                                        |  |  |       |  |  |          |  |  |           |  |
|                               |   | …                                    | …                                        |  |  |       |  |  |          |  |  |           |  |
| Nicoletta Grosso della Rovere |   | …                                    |                                          |  |  |       |  |  |          |  |  |           |  |
|                               |   | Giovanni Basso, marchese di Bistagno | Guglielmo Basso                          |  |  |       |  |  |          |  |  |           |  |
|                               |   | Giovanni Basso, marchese di Bistagno | Guglielmo Basso                          |  |  |       |  |  |          |  |  |           |  |
|                               |   | Giovanni Basso, marchese di Bistagno | …                                        |  |  |       |  |  |          |  |  |           |  |
| Maria Basso della Rovere      |   | Giovanni Basso, marchese di Bistagno |                                          |  |  |       |  |  |          |  |  |           |  |
|                               |   | Luchina della Rovere                 | Leonardo Beltramo di Savona della Rovere |  |  |       |  |  |          |  |  |           |  |
|                               |   | Luchina della Rovere                 | Leonardo Beltramo di Savona della Rovere |  |  |       |  |  |          |  |  |           |  |
|                               |   | Luchina della Rovere                 | Luchina Monteleoni                       |  |  |       |  |  |          |  |  |           |  |
|                               |   | Luchina della Rovere                 |                                          |  |  |       |  |  |          |  |  |           |  |